# سید ابوالقاسم نباتی

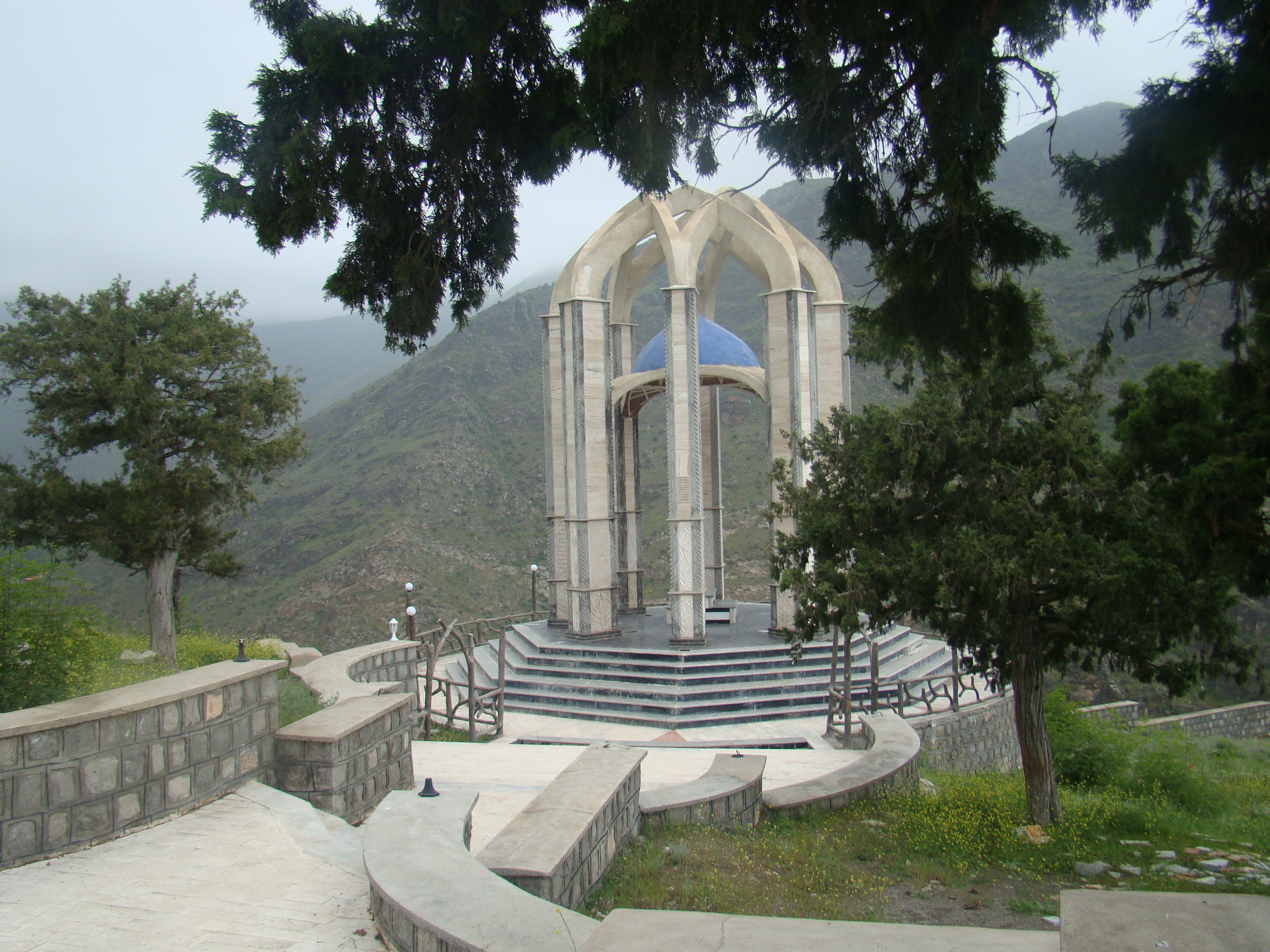
نمایی از بنای آرامگاه سید ابوالقاسم نباتی در اشتبین - ۲۰۱۵

سید ابوالقاسم نباتی (زادهٔ ۱۱۹۱ قمری در اشتبین، شهرستان جلفا، آذربایجان-درگذشتهٔ ۱۲۶۲ قمری در اشتبین) شاعر ایرانی قرن ۱۲ و ۱۳ هجری قمری بود.

## زندگی‌نامه
سید ابولقاسم فرزند میر یحیی (ملقب به سید محترم اشتبینی) به سال ۱۱۹۱ ه‍.ق در روستای اوشتبین از توابع دهستان دیزمار شرقی بخش سیه‌رود شهرستان جلفا در استان آذربایجان شرقی تولد یافت.
دوران جوانی خود را در همین روستا که یکی از روستاهای ناحیه ارسباران (قره‌داغ) و بخش سیه‌رود در آذربایجان ایران است با حشم‌داری و باغبانی گذرانید، زیبایی‌های طبیعت او را به سرودن اشعار برانگیخت تا رفته رفته به عرفان گرایید و ضمن تحصیل به مطالعه آثار عمر خیام و مولوی و حافظ پرداخت.
بعدها به شهر اهر مرکز قره داغ رفت و در بقعه شیخ شهاب الدین اهری گوشه عزلت گزید و اواخر عمر باز به زادگاهش اشتبین برگشت. او حدود هفتاد سال عمر کرد و در سال ۱۲۶۲ هجری قمری درگذشت.

## دیوان اشعار
جمع اشعار به‌جامانده از نباتی به پنج هزار بیت بالغ می‌گردد که تقریباً نصف آن فارسی و نصف دیگر ترکی است. اشعار نباتی در جمهوری آذربایجان و قفقاز و ترکیه و ایران طرفداران بسیاری دارد. در زندگی و طرز تفکر او نشیب و فرازهای زیادی دیده می‌شود. او گاهی صوفی و درویش، گاه رند و خراباتی و گاه عارف و عاشق، گاه مسلمان و گاه کافر می‌باشد.
| از عرش خدا بلندتر چیزی نیست |  | بالاتر ازو اگر بود جای علی است |

و یا
| در درگه خلق بندگی مارا کشت |  | از بهر دو نان دوندگی مارا کشت |
| گه منّت روزگار گه منّت خلق   |  | ای مرگ بیا که زندگی مارا کشت  |

آنگونه که محمدعلی تربیت می‌نویسد نباتی متتبع از اشعار حافظ شیرازی است و بیشتر به جنس تجنیس طالب بوده شعرهای ترکی مطابق نغمات کردی، کرمی، قارا کهری، گرایلی بسیار گفته‌است.
دیگر از آثار نباتی منظومه‌ای است به نام (عین العشق) که بنا به نوشته مشار به سال ۱۳۳۲ در لاهور به طبع رسیده‌است.
دیوان اشعارش به سال ۱۲۷۴ در تبریز چاپ سنگی و در دهم اردیبهشت ۱۳۴۵ به خط نستعلیق (یوسف مشکین قلم) به اهتمام مدیر کتاب فروشی ادبیه تهران در ۲۶۶ صفحه ۱۶ سطری چاپ افست شده‌است و شامل بحر طویل و غزل و قصیده و مخمس و رباعی و مستزاد و ساقی‌نامه و اشعاری به ترکی آذربایجانی است.
تخلص او در اشعارش نباتی، خان چوبانی، مجنون و مجنون‌شاه می‌باشد.

### نمونه‌ای از اشعار
اشعار فارسی
عمر چون همدم مرگ است چه هشتاد چه بیست
خوشدل آن کس که در این میکده آزاد بزیست
ای نباتی بنگر این گهر از مخزن کیست
گفتمش سلسله زلف بتان از پی چیست
گفت حافظ گله‌ای از شب یلدا می‌کرد
اشعار ترکی
گؤره سن من نییه یارب بئله نالان اولدوم؟
غلط ائتدیم کی سنه واله و حئیران اولدوم.
اودا یاخدین من بیچاره نی پروانه کیمی،
آجیغینگلدی مگر عاشیق انسان اولدوم؟
سود و سرمایه می‌مجموع ألیمدن آلدین
نییه کیم زاهید اولوب مسجده دربان اولدوم!

## آرامگاه
وی پس از حدود هفتاد سال عمر، در ۱۲۶۲ قمری درگذشت. در خصوص آرامگاه نباتی در یک بلندی مشرف به روستای اشتبین و رودخانه ارس از اظهارات اهالی روستا چنین بر می‌آید که نباتی همیشه در یک نقطه‌ای از بلندی کوه می‌نشسته و به روستا و زادگاه خود و رودخانه ارس و جاده‌ای که اهالی و دختران جوان در آن تردد داشتند نگاه می‌کرده و اکثر شعرهای خود را در آن نقطه آفریده و و با صدای دل‌نشین به آواز خواندن می‌پرداخته که بعد از درگذشت وی، اهالی بنا به علاقه وافر نباتی به آن محل خاص، وی را در همان نقطه دفن کرده‌اند.
توسط اداره کل فرهنگ و ارشاد اسلامی استان آذربایجان شرقی (تبریز) و عده‌ای از ادب‌دوستان کنگره بزرگداشت این شاعر و عارف در شهریورماه سال ۱۳۷۲ شمسی در شهر کلیبر از شهرهای قره‌داغ برگزار گردید.